# 554 (tal)
554 är det naturliga heltal som följer 553 och följs av 555.

## Matematiska egenskaper
- 554 är ett jämnt tal.
- 554 är ett sammansatt tal.
- 554 är ett semiprimtal[1].
- 554 är ett defekt tal.

## Inom vetenskapen
- 554 Peraga, en asteroid.